# Werner Fricker
Werner Fricker (* 24. Januar 1936 in Banatski Karlovac, Vojvodina, Königreich Jugoslawien; † 30. Mai 2001 in Horsham, Pennsylvania) war ein deutschstämmiger US-amerikanischer Fußballspieler und Fußballfunktionär. Als defensiver Mittelfeldspieler den Philadelphia United German-Hungarians verbunden war er von 1984 bis 1990 Präsident des US-Fußballverbandes. Während seiner Amtszeit wurde die Weltmeisterschaft 1994 an die USA vergeben; seine Amtszeit war geprägt von der Professionalisierung und Kommerzialisierung des US-Verbandes. 1985 wurde die Frauennationalmannschaft gegründet, schon als Vizepräsident des Verbandes begründete er das U-20-Programm des USA, als Präsident das U-17-Programm.
Am Ende des Zweiten Weltkriegs emigrierte der achtjährige Fricker mit seiner Familie nach Wien, 1952 wanderte die Familie weiter nach Horsham, Großraum Philadelphia aus. Von 1958 bis 1969 war er Spielführer der Philadelphia United German-Hungarians, er führte die Mannschaft 1965 zum Sieg des US-Amateur-Pokals, mit dem Team verlor er zudem 1964 und 1970 jeweils das Endspiel des Turniers. Er gehörte zwar zum erweiterten Kreis der US-Nationalmannschaft, kam jedoch zu keinem A-Länderspieleinsatz, sondern wurde lediglich bei den erfolglosen Versuchen, sich für die olympischen Fußballturniere 1964 und 1968 zu qualifizieren, eingesetzt.
Bedeutender war Fricker jedoch als Funktionär des Fußballs. Anfang der 1980er Jahre wurde er zuerst Vizepräsident des US-Verbandes, als solcher war er zuständig für die Einführung des ersten Juniorenprogramms des US-Verbandes. Als Vizepräsident war er zudem für den erfolglosen Versuch verantwortlich, die Weltmeisterschaft 1986 nach dem Verzicht Kolumbiens 1983 in die USA zu holen. Nach der gescheiterten Bewerbung übernahm er 1984 die Leitung der US-Verbandes, der hoch verschuldet und strukturell am Boden war. Innerhalb von vier Jahren schaffte er es, dem Verband zu einem Barvermögen von 1,8 Millionen USD zu verhelfen und zudem die US-Nationalmannschaft wieder im CONCACAF konkurrenzfähig zu machen.
Um allen Nationalspielern die Möglichkeit zu geben, sich vollständig auf den Fußball zu konzentrieren, entwickelte er ein Programm, bei dem Nationalspieler ohne Profivertrag bei US-Verband angestellt und von diesem nach Möglichkeit an spielstarke Teams verliehen wurden. 1990 gelang erstmals seit 40 Jahren wieder die Qualifikation für eine Weltmeisterschaftsendrunde. Der größte Erfolg seiner Amtszeit war jedoch die erfolgreiche Bewerbung um die Ausrichtung der Weltmeisterschaft 1994; im Streit um die Vermarktungs- und Fernsehrechte des Turniers geriet er jedoch in Gegnerschaft mit der FIFA unter João Havelange. Die Unterstützung des Gegenkandidaten Alan Rothenberg bei der Präsidentenwahl 1990 durch die FIFA führten zum Ende Frickers Amtszeit.
Neben seiner Tätigkeit für den US-Verband war er zudem Mitglied des Exekutivkomitees sowie des Finanzausschusses der CONCACAF.
Fricker wurde in die drei wichtigsten Fußball-Hall-of-Fames Nordamerikas aufgenommen: 1992 in die National Soccer Hall of Fame des US-Verbandes, 1996 in die der CONCACAF, sowie 2006 in die der United States Adult Soccer Association.